# سدریک بوکهورنی
سدریک بوکهورنی (انگلیسی: Cédric Bockhorni؛ زادهٔ ۵ سپتامبر ۱۹۸۳) بازیکن فوتبال اهل فرانسه است.
از باشگاه‌هایی که در آن بازی کرده‌است می‌توان به باشگاه فوتبال کلرمون فوت و باشگاه فوتبال نانسی اشاره کرد.